# Tethygonium armigerum
Tethygonium armigerum là một loài chân đều trong họ Paramunnidae. Loài này được Shimomura & Mawatari miêu tả khoa học năm 2000.